# Cry for Me (canción de Twice)
«Cry for Me» es una canción grabada por el grupo femenino surcoreano Twice. Fue lanzada por JYP Entertainment el 18 de diciembre de 2020 como un sencillo de prelanzamiento de su próximo álbum, que fue publicado en 2021. La canción fue escrita por J.Y. Park junto a Heize, y fue compuesta por Ryan Tedder, Melanie Joy Fontana, Michel 'Lindgren' Schulz y A Wright.

## Antecedentes y lanzamiento
El 6 de diciembre de 2020, Twice reveló e interpretó por primera vez la canción durante la premiación de los Mnet Asian Music Awards 2020.
El 7 de diciembre, JYP Entertainment anunció, a través de la cuenta de Twitter del grupo, el lanzamiento de la canción como un sencillo de prelanzamiento para el próximo álbum del grupo. Tres días después, JYP anunció en Twitter, mediante una imagen teaser, que la fecha del lanzamiento de la canción sería el 18 de diciembre, anunciando también que el 14 de diciembre será publicada la foto conceptual de la canción. El 14 de diciembre, el avance conceptual de «Cry For Me» fue publicado en el canal de YouTube de JYP Entertainment. Un día después, se revelaron las primeras fotos conceptuales de las miembros Momo y Mina. El 16 de diciembre, JYPE publicó las fotos conceptuales de Dahyun y Jihyo. Luego siguieron las fotos conceptuales de Sana y Tzuyu el 17 de diciembre. Finalmente, las últimas fotos conceptuales de Chaeyoung y Nayeon fueron reveladas el 18 de diciembre.
El mismo 18 de diciembre, se lanzó de manera oficial el audio de la canción.

## Composición y letra
La canción fue escrita por J.Y. Park junto a la cantante surcoreana Heize, y fue compuesta por Ryan Tedder, Melanie Joy Fontana, Michel 'Lindgren' Schulz y A Wright, con los arreglos musicales a cargo de Lindgren.

## Promoción
El 6 de diciembre de 2020, Twice se presentó en la premiación de los Mnet Asian Music Awards 2020, en donde interpretaron sus dos últimos sencillos coreanos, «More & More» y «I Can't Stop Me», para posteriormente presentar por primera vez y de manera inédita la canción «Cry For Me».

## Reconocimientos

### Listados
| Publicación  | Lista                                 | Ranking  | Ref.   |
| ------------ | ------------------------------------- | -------- | ------ |
| Amazon Music | Best of 2021: K-Pop                   | Incluida | [ 17 ] |
| CelebMix     | Top 10 KPOP singles of 2020           | 10.º     | [ 18 ] |
| Genius Korea | 2021 Year End Chart - Top Songs       | 11.º     | [ 19 ] |
| Genius Korea | 2021 Year End Chart - Top K-Pop Songs | 6.º      | [ 20 ] |

## Posicionamiento en listas
| Lista (2020)                                        | Mejor posición |
| --------------------------------------------------- | -------------- |
| Corea del Sur (Gaon Digital)                        | 164            |
| Estados Unidos (Billboard World Digital Song Sales) | 1              |
| Japón (Japan Hot 100)                               | 87             |
| Nueva Zelanda (Recorded Music NZ)                   | 10             |

## Historial de lanzamiento
| País          | Fecha                   | Formato                    | Sello             | Ref.   |
| ------------- | ----------------------- | -------------------------- | ----------------- | ------ |
| Corea del Sur | 18 de diciembre de 2020 | Descarga digital streaming | JYP Entertainment | [ 25 ] |